# Prefectura de Yamaguchi

Localització de la prefectura de Yamaguchi

La Prefectura de Yamaguchi (山口県, Yamaguchi-ken) és una prefectura japonesa a la regió de Chūgoku de l'illa de Honshū, al Japó. La seva capital és la ciutat de Yamaguchi al centre de la prefectura. La ciutat més gran és Shimonoseki.
La prefectura conforma la punta occidental de Honshū, l'illa principal del Japó. Els estrets de Kanmon la separen de l'illa de Kyūshū, la segona més poblada del Japó. També és el punt on s'ajunten la mar del Japó, que banya la costa nord de la prefectura, i la mar Interior de Seto, que en banya la costa sud.

## Ciutats
- Hagi
- Hikari
- Hōfu
- Iwakuni
- Kudamatsu
- Mine
- Nagato
- San'yō-Onoda
- Shimonoseki
- Shūnan
- Ube
- Yamaguchi (capital)
- Yanai